# Влажен субтропичен климат
Влажният субтропичен климат е климатичен тип в класификацията на Кьопен, означаван със символите Cfa и Cwa. Отличава се от другите типове умерен климат с относително високите температури (поне 22 °C средно за най-топлия месец и поне 4 месеца с над 10 °C средна температура) и относително високите валежи през лятното полугодие – валежите през най-сухия летен месец са над 30 mm или повече от 1/3 от валежите през най-влажния зимен месец.
Влажният субтропичен климат обхваща югоизточните части на Северна и Южна Америка, северните части на Южна Африка и Южна Азия, голяма част от Източна Азия, източните части на Австралия
Влажният субтропичен климат в системата на Кьопен съответства на голяма част от субтропичния пояс и части от тропичния и субекваториалния пояс в класификацията на Алисов.